# Vaniel Sirin
Vaniel Sirin (né le 26 octobre 1989) est un footballeur haïtien. Il évolue au poste de défenseur au Tempête FC, club du championnat d'Haïti de football. 

## Biographie

### En club
Vaniel Sirin commence sa carrière avec le Tempête FC en 2009, en 2011-2012, il participe à un match de la Ligue des champions de la CONCACAF où il est titularisé.

### En équipe nationale
Sirin joue son premier match international en 2009. Il dispute alors une série de dix matchs amicaux. Il participe à la Gold Cup 2009, où il marque son seul but international. 
Il représente son pays lors des qualifications de la Coupe caribéenne des nations 2012, disputant un match. Son équipe se qualifie pour la compétition. Lors de la Coupe, il joue quatre matchs (deux titularisations).